# Meroscalsis
Meroscalsis is een geslacht van kevers uit de familie bladkevers (Chrysomelidae).
De wetenschappelijke naam van het geslacht werd in 1903 gepubliceerd door Spaeth.

## Soorten
- Meroscalsis blackburni (Spaeth, 1913)
- Meroscalsis radiata (Boheman, 1855)